# 용접토치
용접토치(welding torch)은 산소와 아세탈을 혼합하거나 팁에서 분출가스를 연소해, 용접이 하는 것이다.

## 같이 보기
- 산소 연료 용접 및 절단